# Левин, Шмария Хаимович
Шмария Хаимович Левин (23 марта 1867—9 июня 1935) — депутат Государственной думы Российской империи I созыва от г. Вильна Виленской губернии, деятель сионистского движения, публицист.

## Биография
Родился в 1867 году в местечке Свислочь Бобруйского уезда Минской губернии в купеческой семье. Получил среднее образование в Минском реальном училище, которое окончил в 1886 году. Уехал в Германию, слушал лекции в Гейдельбергском и Берлинском университетах. Закончил в 1894 году философский факультет Кёнигсбергского университета с дипломом доктора философии. В Берлине окончил «Высшую школу иудаики», где получил звание раввина. После обучения вернулся в Россию.
В 1897 году был избран казённым раввином в г. Гродно, которым пробыл 2,5 года. С 1899 по 1904 годы — общественный раввин в Екатеринославе. Преподавал курс Закона Божиего в мужском коммерческом училище и женской Мариинской гимназии. Принимал участие в пятом (26—30 декабря 1901) и в шестом (23—28 августа 1903) Сионистских конгрессах, которые проходили в Базеле, Швейцария. На шестом Сионистском конгрессе выступил против так называемой Угандской программы, предполагавшей создание на территории современной Кении еврейского государства с названием Уганда.
В 1904 году переехал в Вильну (ныне — Вильнюс, Литва), где создал первую проповедническую кафедру. Публицист, принимал участие в деятельности литературных органов «Ахсаф», «Дер Юд», «Дер Фрайнд», «Газман», «Гошилоах», «Новая Заря». Член центрального бюро российской еврейской организации «Союз для достижения полноправия еврейского народа» (с 1905). Состоял «учёным евреем» при генерал-губернаторе Виленской губернии.
Член партии кадетов. В 1906 году был избран депутатом Государственной думы Российской империи I созыва. В  Думе несколько раз выступал на темы, связанные с еврейским вопросом. После роспуска Думы подписал 10 июля 1906 года «Выборгское воззвание», в результате был осужден по ст. 129, ч. 1, п.п. 51 и 3 Уголовного Уложения.
В 1908 году переехал в Германию. Там принимал активное участие в еврейской общественной жизни, в частности, был одним из инициаторов создания Техниона (Израильского технологического института) в Хайфе. В 1913 году вышел из состава правления Техниона из-за разногласий по вопросу о языке преподавания.
Принял участие в десятом Сионистском конгрессе, который проходил в Базеле 9—15 августа 1911 года, где был избран членом правления Всемирной сионистской организации.
В годы Первой мировой войны эмигрировал в США, где вместе с И. Д. Берковичем издавал газету «Га-Торан».
В 1918 году вернулся в Германию, где стал близким сотрудником Х. Вейцмана. В Берлине, вместе с поэтом Х. Н. Бяликом основал издательство «Двир».
С 1924 года отошёл от активной политической деятельности и поселился в Эрец-Исраэле (Палестине). В 1929—1932 годах издал на английском языке книги своих воспоминаний. Скончался в Хайфе в 1935 году.

## Семья
- Жена — Елена (Хая),  урождённая Конхаим (1872—1924), родом из Кёнигсберга, сестра Германа Конхаима (1858—1927), казначея американского Keren Hayesod. Их мать была из рода Тумповских.
  - Дочь — Геня Эстер (1895—1939), по первому браку Рихтер (муж Рихард Рихтер), второй брак с Янко Абрамовым[2].
  - Сын — Д-р Борис (Барух) Самуэль Левин (1905—1976), один из первых в мире производителей пенициллина, основатель фармацевтической компании " РАФА"[3].
- Сестра — Фрейда Левин (≈1853—?)[1]
- Сестра — Хана-Брейна Левин (≈1854—?)[1]
- Брат — Меир Левин (≈1860—?)[1]
- Брат — Мордух Левин (≈1868—?)[1]
- Сестра — Эстер Левин (≈1868—≈1870)[1]
- Брат — Элейзер Левин (?—?)[1]
- Брат — Джошуа Левин (?—?)[1]

## Память
Посёлок Кфар-Шмарьягу, находящийся в Тель-Авивском округе назван по имени Шмария Левина.

## Публикации Ш. Х. Левина

### Поэзия
- 1899 — «Асара ширим» («Десять поэм»): сборник стихов. Оригинальные и переводные произведения.

### Исторические очерки
- Левин Ш. Х. Исторический очерк развития Виленской еврейской общественной богадельни. — Вильна: типо-лит. Тасьманов, 1900. — 101 с.
- Левин Ш. Х. Исторический очерк развития Виленской еврейской общественной богадельни. — Вильна: типо-лит. Тасьманов, 1901. — 101 с.
- Левин Ш. Х. О коробочном и свечном сборах: Их ист. происхождение, крит. отзывы, действовавшие и ныне действующие законоположения о них: С двумя прил.: 1. Общее положение о коробочном сборе с евреев. (Прил. к ст. 816, Т. IX Св. зак.) 2. Выписка из инструкции для раскладки и взимания свечного сбора с евреев. — Вильна : электротип. Д. Лихтмахера, 1910. — С. 64

### Мемуары (на англ. языке)
- 1929 — «Детство в изгнании».
- 1930 — «Юность в революции».
- 1932 — «Арена».

### Письма
- 1966 — «Иггрот Шмарьяху Левин» («Письма Шмарьяху Левина»).

## Комментарии
1. ↑  Варианты транскрипции имени очень разнообразны: Шмарья, Шемарья, Шмарьягу, Шмарьяху.